# Mil Dimonis
Mil Dimonis és una revista en català de la Catalunya del Nord editada des de l'any 2002.
La revista ix d'una estructura cooperativa, Coopelingua, en què bascos, bretons, corsos, occitans i catalans de l'estat francès proposen cadascú en comitè de redacció, articles de producció pròpia i tradueixen els dels altres. Aquesta manera de fer permet d'adequar els continguts als centres d'interès de la mainada, a les esperances de mestres i pares, prenent en compte, ni que sigui subliminalment, una mateixa pertinença dels lectors als marges de l'escola francesa, al costat d'altres àmbits més clarament reivindicats: el nacional, l'europeu, l'universal.
Des del mes d'abril del 2002 l'Associació per a l'ensenyament del català (APLEC) edita Mil Dimonis, una revista infantil pels 8-12 anys tota en català a Catalunya Nord (unes 288.000 pàgines cada any)
D'abril 2002 a Juny 2009 la revista comptava amb 24 pàgines i era coeditada amb occitans (Plumalhon), Bretons (Louarnig), Bascos (Pika) i en col·laboració amb els corsos (Aio!).